# Uleanivka, Skvîra
Uleanivka (în ucraineană Улянівка) este un sat în comuna Movceanivka din raionul Skvîra, regiunea Kiev, Ucraina.

## Demografie
Componența lingvistică a localității Uleanivka
     Ucraineană (96,88%)
     Rusă (3,13%)
Conform recensământului din 2001, majoritatea populației localității Uleanivka era vorbitoare de ucraineană (96,88%), existând în minoritate și vorbitori de rusă (3,13%).